# Château de Sizergh
Sizergh Castle est une demeure seigneuriale avec un jardin à Helsington dans le comté anglais de Cumbria, à environ 4 milles (6 km) au sud de Kendal. Situé dans le quartier historique de Westmorland, le château est un bâtiment classé Grade I. Tout en restant la demeure de la famille Hornyold-Strickland, le château avec son jardin et son domaine sont sous la garde du National Trust.
En 2016, le domaine de Sizergh est inclus dans le nouveau parc national du Lake District .

## Architecture

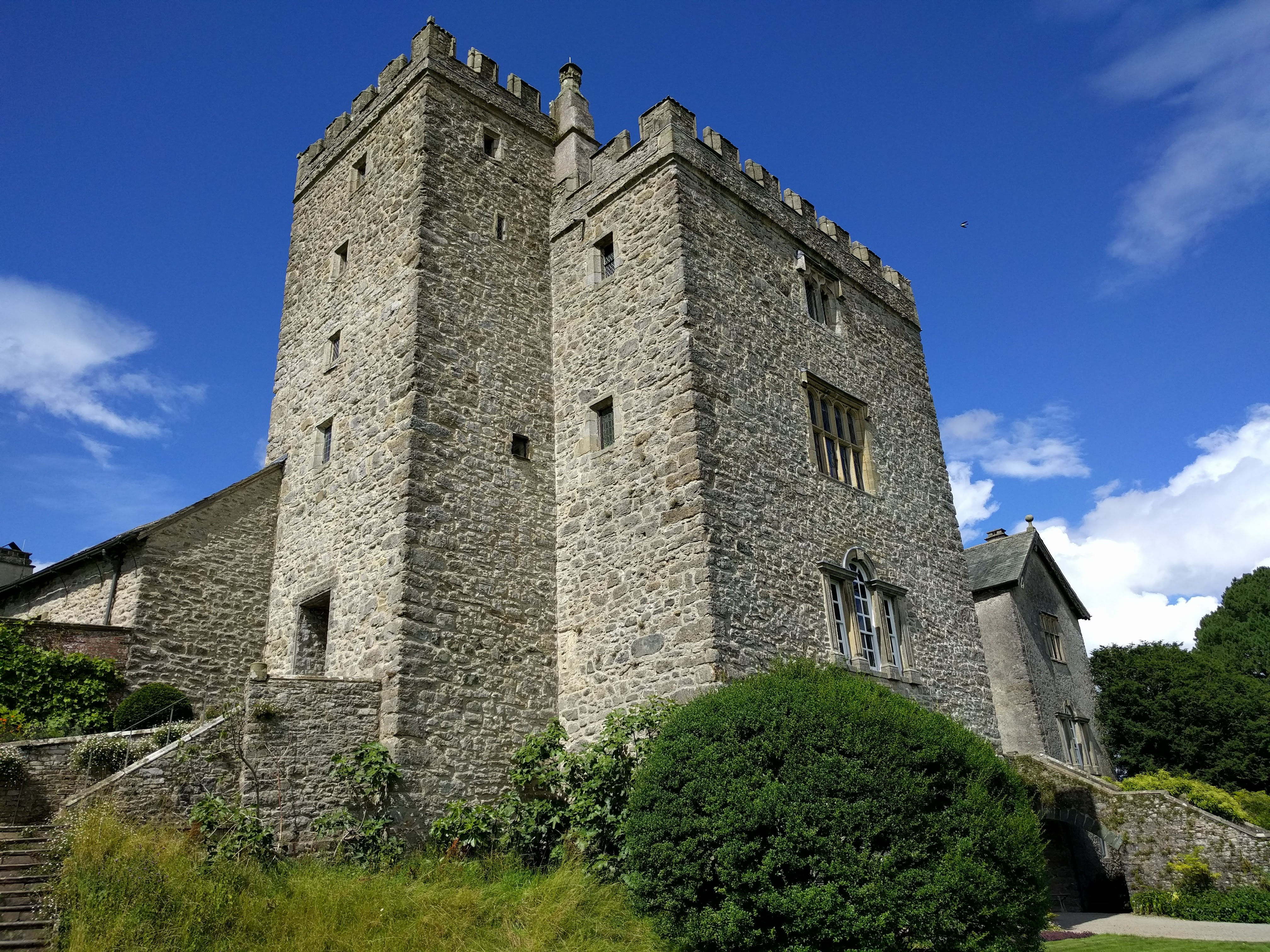
La tour du château de Sizergh, vue du sud

La partie la plus ancienne de l'édifice est une tour du XIVe ou XVe siècle.

### Boiseries
Certains des premiers meubles datent de l'époque de Walter Strickland (1516-1569) qui épouse Alice Tempest en 1560. Elle fait des inventaires de la maison après la mort de son mari. Celles-ci mentionnent trois fauteuils en chêne et trois coffres encore dans la maison .
Il y a des intérieurs lambrissés de chêne, notamment la chambre incrustée, où le lambris est incrusté de motifs floraux et géométriques en peuplier pâle et en chêne des marais foncé. Le contenu de la chambre incrustée est vendu au Victoria and Albert Museum dans les années 1890 et il est exposé comme une salle d'époque reconstruite. Le retour des lambris à leur emplacement d'origine à Sizergh est préconisé entre autres par Mark Girouard, une autorité sur les maisons de campagne anglaises. Le lambris est revenu en 1999 dans le cadre d'un prêt à long terme .
Les bargeboards datent probablement du XVIIe siècle.

### Peintures
Le château contient une variété de peintures, dont les suivantes :
- une collection de portraits de la famille catholique des Stuart reflète les liens de la famille Strickland avec la cour jacobite en exil à Saint-Germain-en-Laye. Il y a des portraits d'Alexis Simon Belle, peintre ordinaire de Jacques II et du Vieux Prétendant, de la reine Marie de Modène et de sa fille la princesse Louisa Maria [4].
- Portraits de famille Strickland, dont
  - œuvres de l'artiste local George Romney [5]
  - un portrait de Mme Anne Strickland (la mère de l'artiste) par Harriet Strickland (1816–1903)[6], et un portrait de Lady Edeline Sackville[7].

### Galerie de portraits

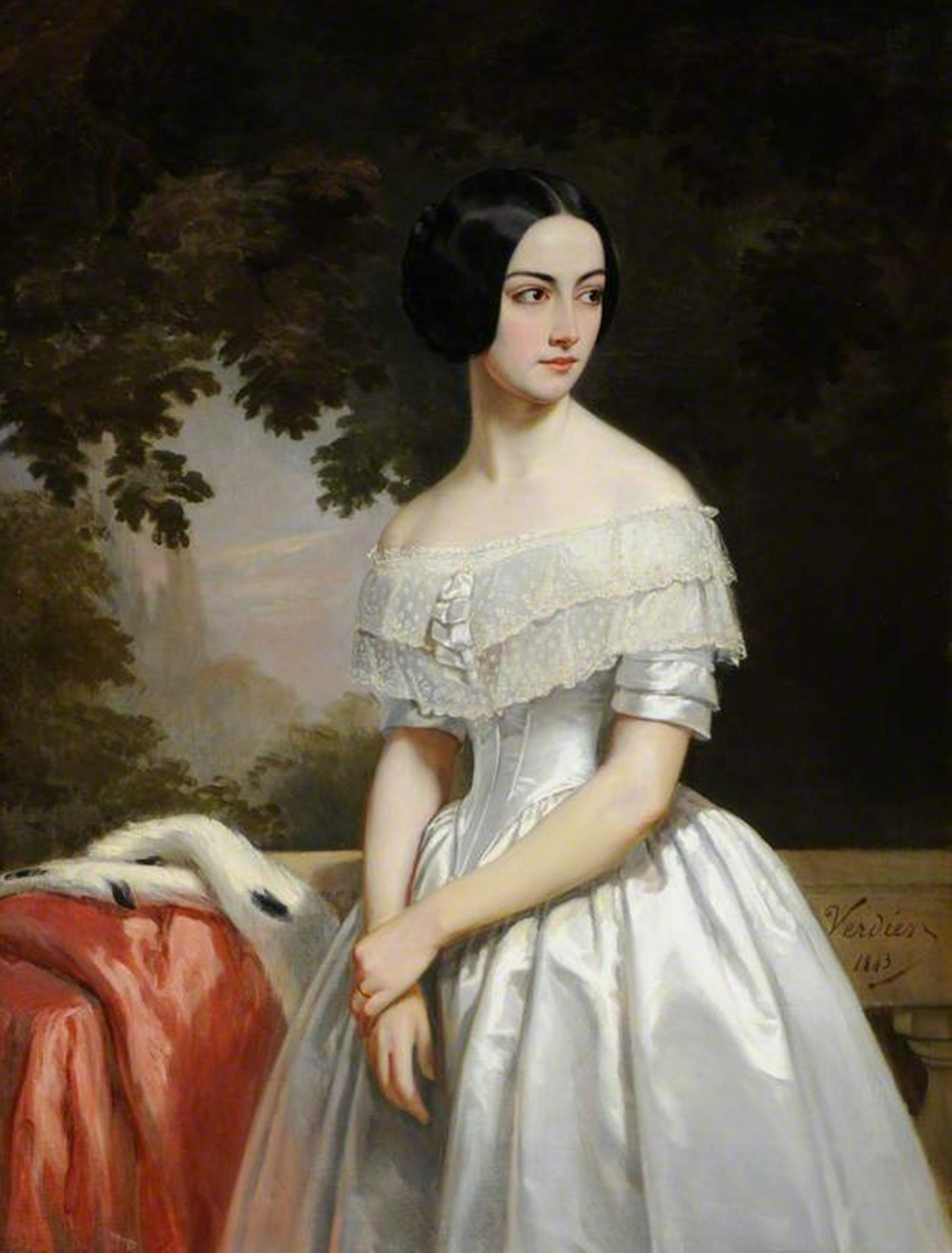
Mary Matthews (1823–1890), Mme Julien-François-Bertrand de La Chère
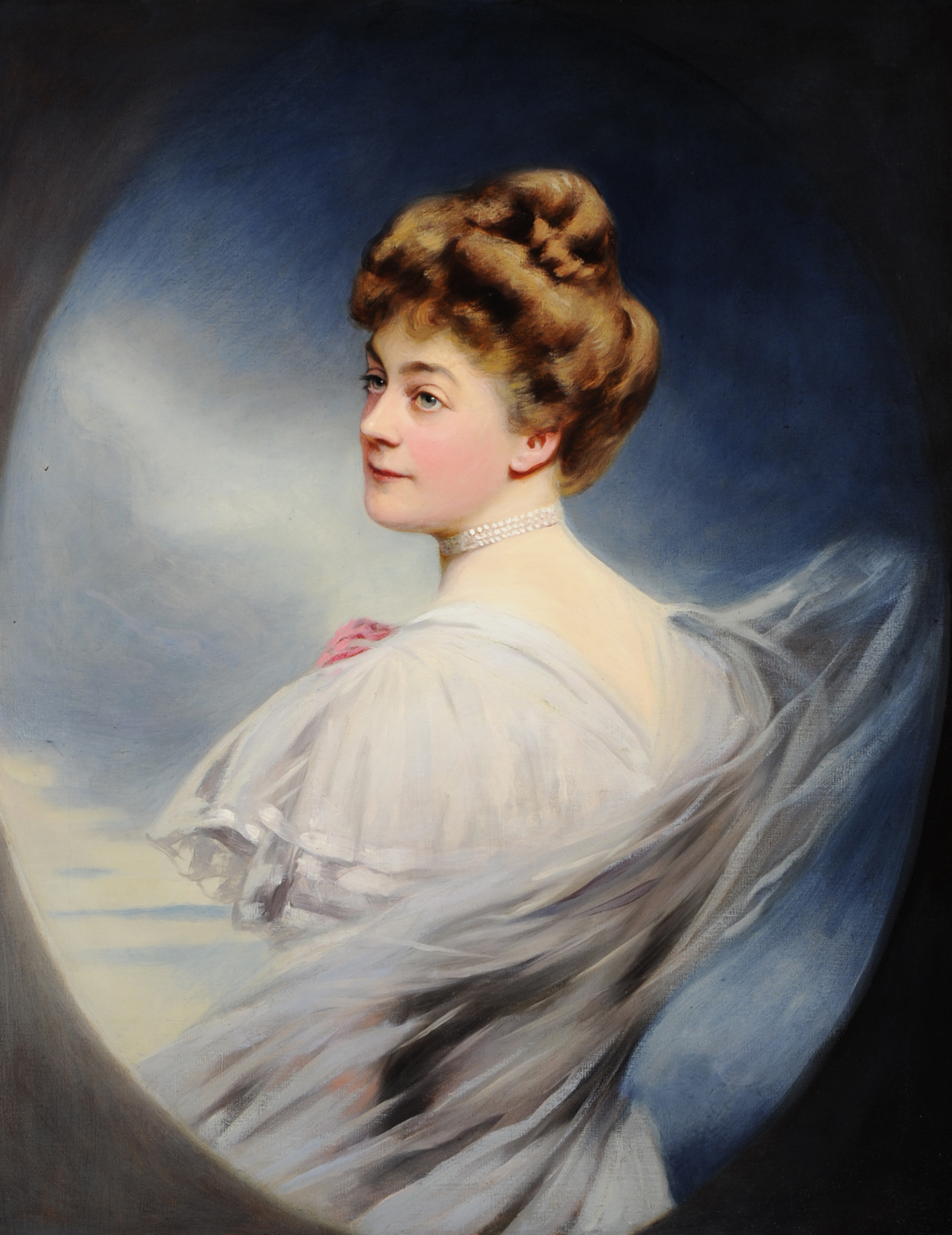
Marie Louise Geneviève Alice de La Chère (1856-1943), épouse d'Alfred Joseph Gandolfi-Hornyold (1850-1922)
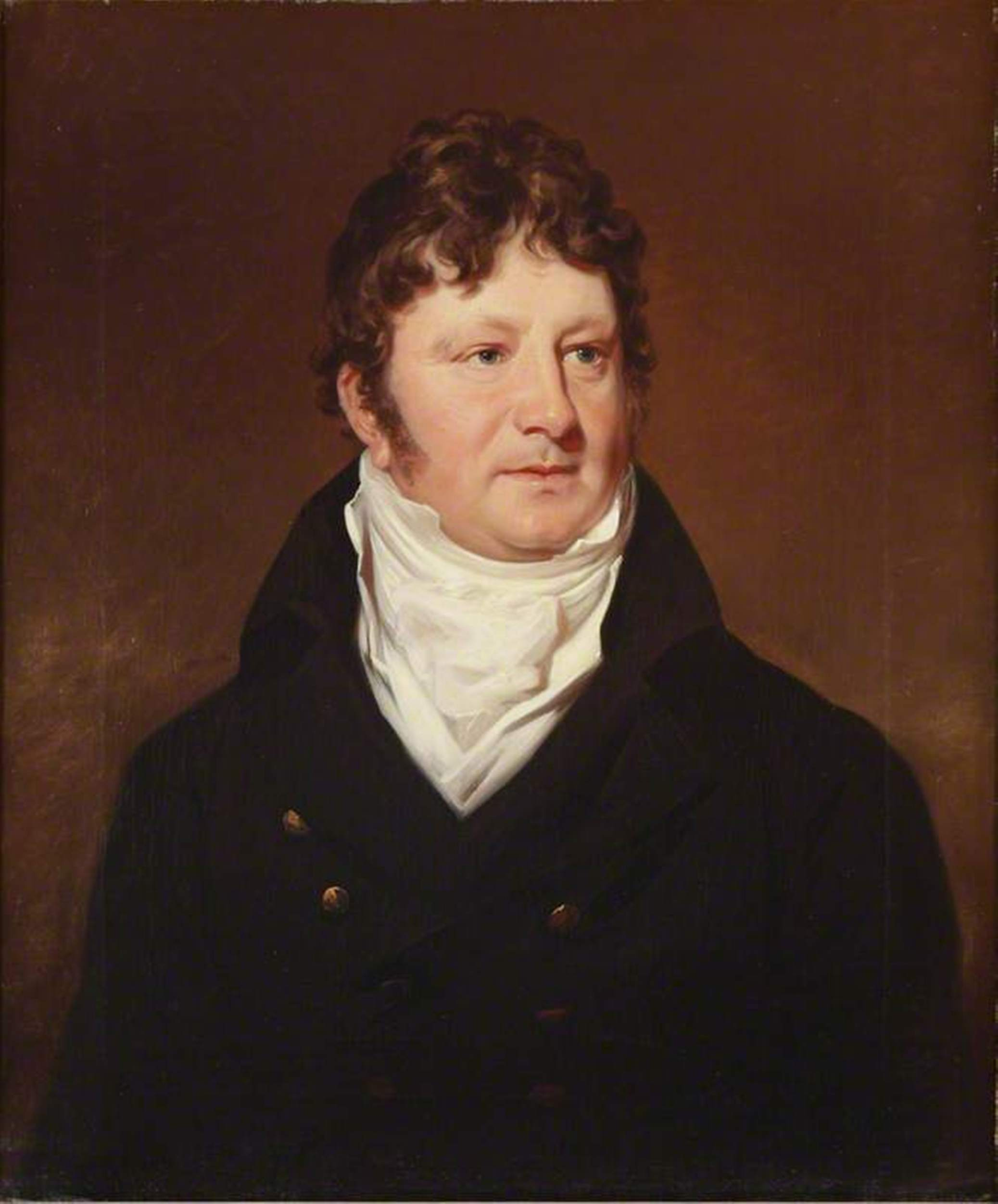
Lord Thomas Strickland Standish (1763–1813)
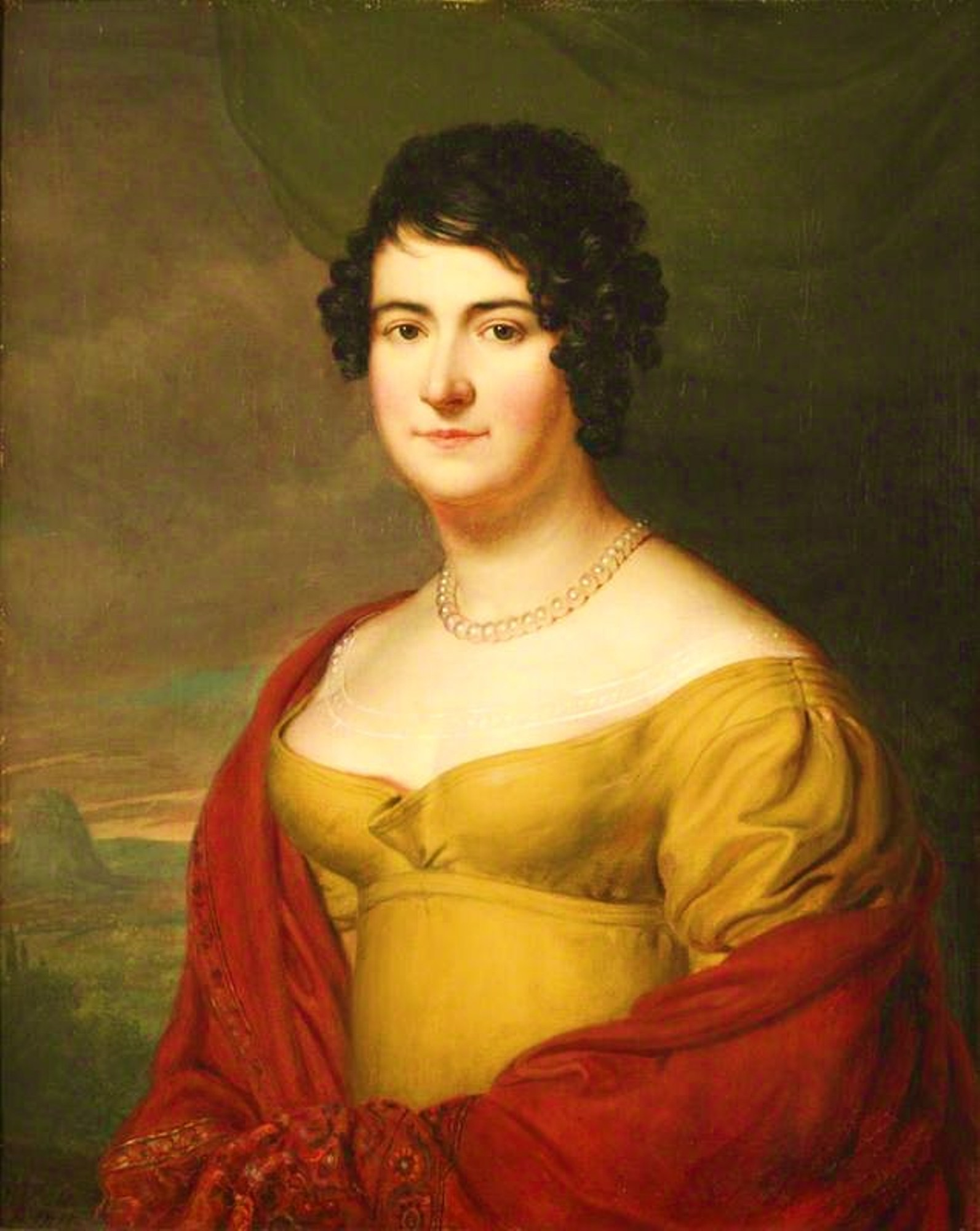
Henriette Rose Péronne de Sercey (1770-1849) par François Gérard
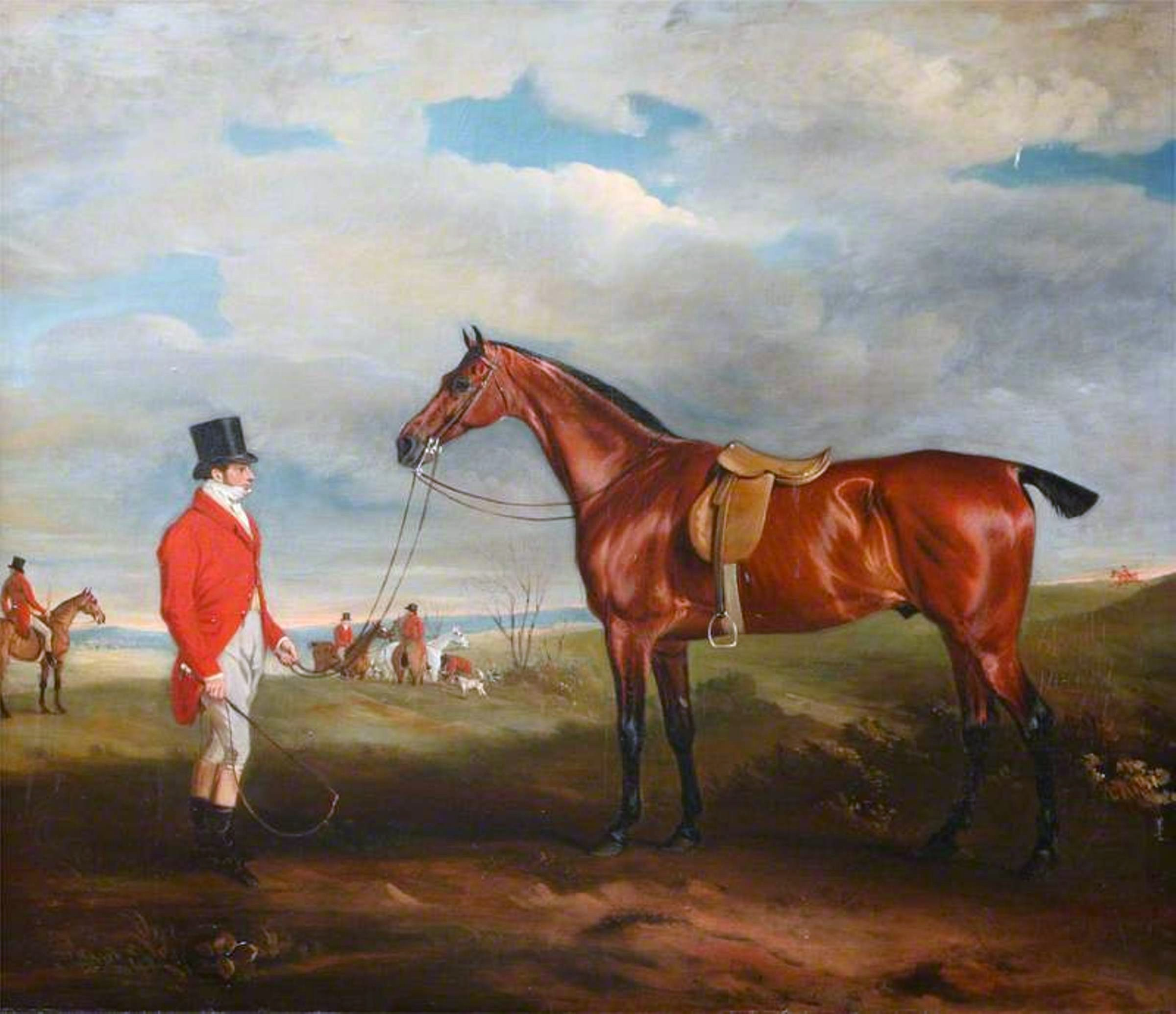
Thomas Strickland Standish de Sizergh (1792–1835)
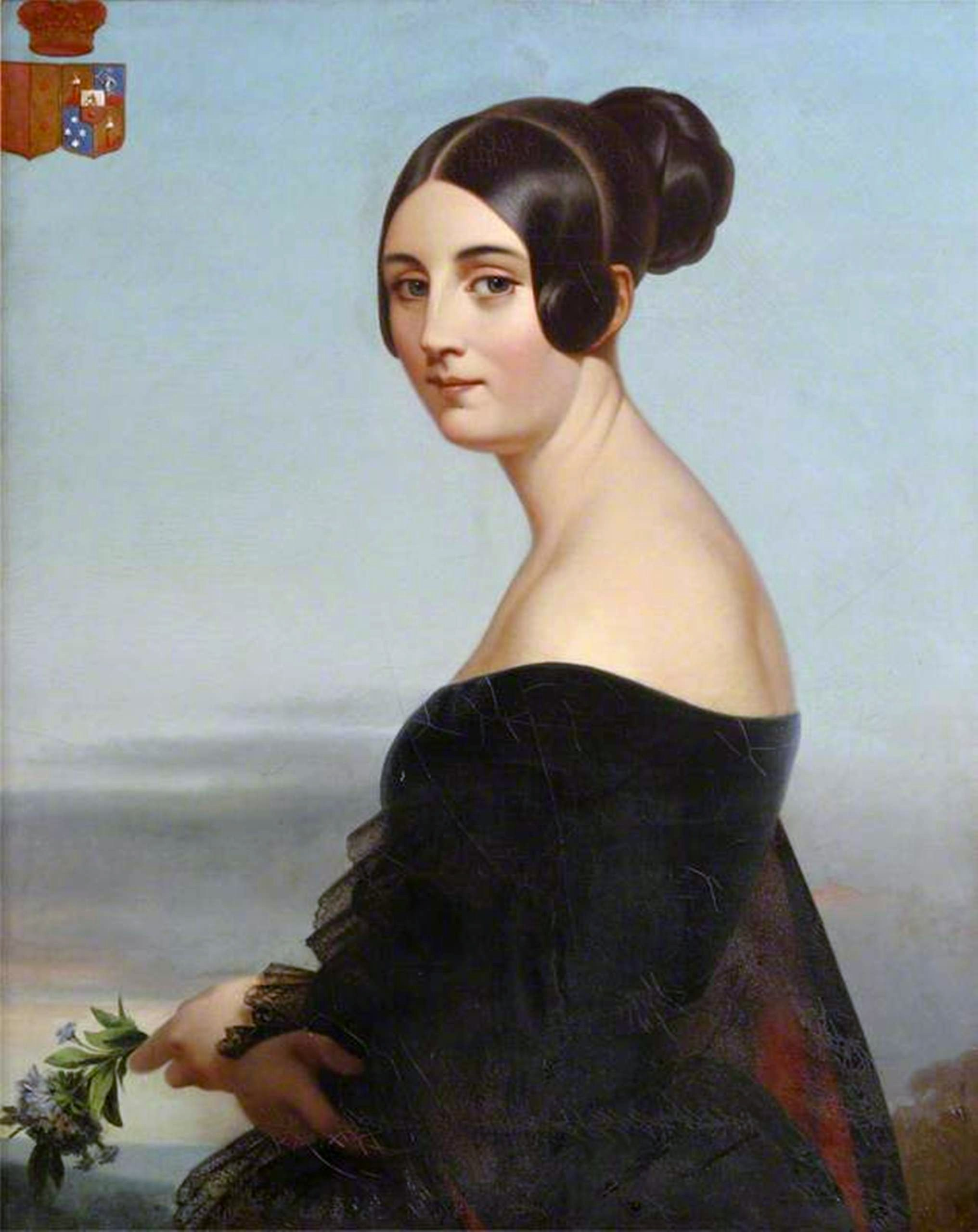
Ursule Ida de Finguerlin de Bischingen (1805–1846), Mme Thomas Strickland Standish de Sizergh

## Histoire
La famille Deincourt possède cette terre depuis les années 1170. Lors du mariage d'Elizabeth Deincourt avec Sir William de Stirkeland en 1239, le domaine passe entre les mains de ce qui devient la famille Strickland, qui en est propriétaire jusqu'à ce qu'il soit offert au National Trust en 1950 par le petit-fils du 1er baron Strickland, Thomas Hornyold-Strickland, 7e comte della Catena .
Catherine Parr, sixième épouse d'Henri VIII et parente des Stricklands, aurait vécu ici après la mort de son premier mari en 1533. Le deuxième mari de Catherine, Lord Latymer, est parent de la douairière Lady Strickland ,.
Il est étendu à l'époque élisabéthaine. Sir Thomas Strickland s'est exilé avec Jacques II.
Vers 1770, la grande salle est à nouveau agrandie dans le style géorgien.

## Jardins

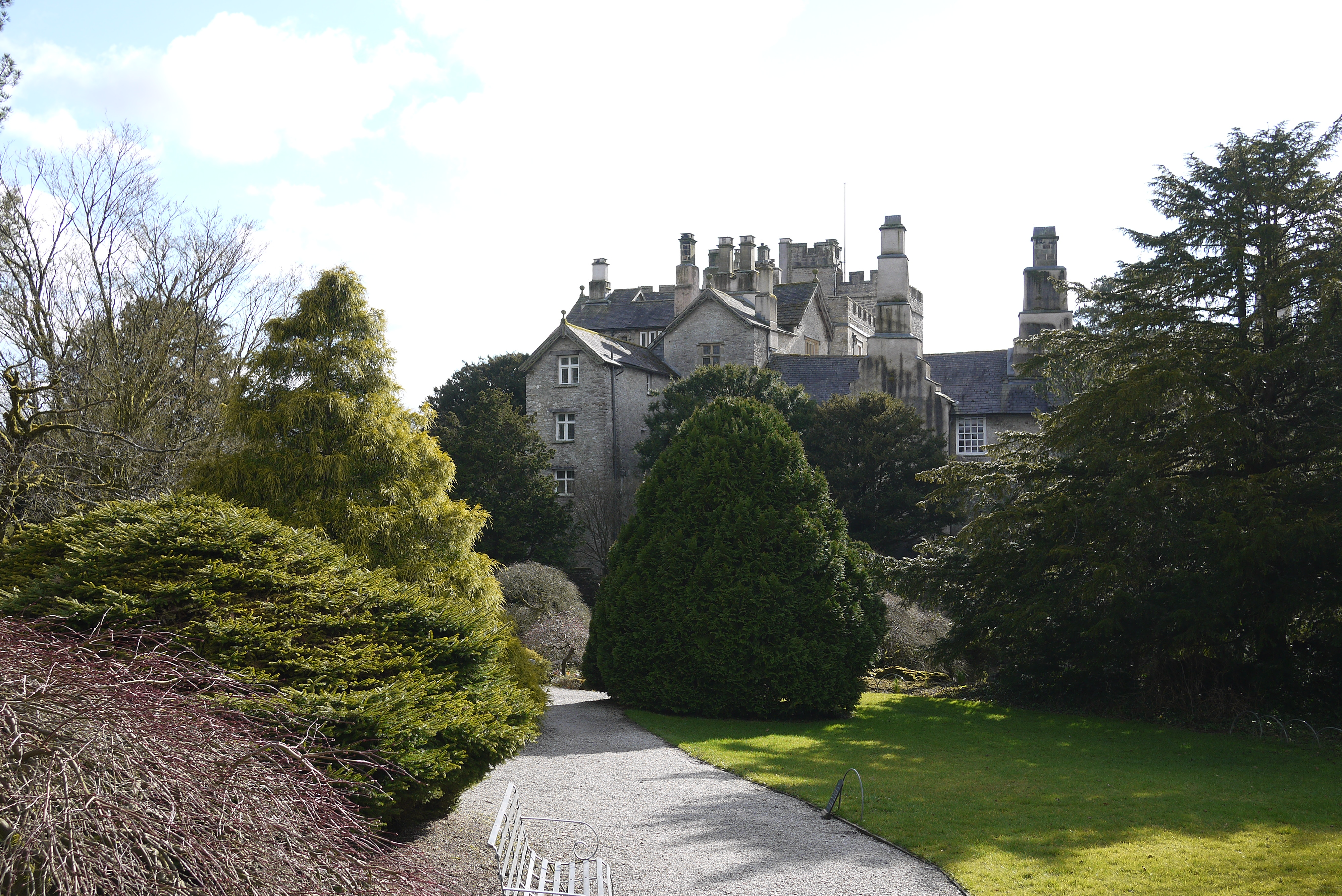
Château de Sizergh et une partie du jardin

Les jardins sont classés Grade II. Il y a un lac, un potager et une rocaille. Le jardin de rocaille, construit dans les années 1920, est le plus grand jardin de rocaille calcaire appartenant au National Trust.
Sizergh abrite une partie de la Collection nationale de fougères, que l'on retrouve dans la rocaille, la souche et le verger.
En 1336, une subvention d'Édouard III permet à Sir Walter Strickland de clôturer le terrain autour de Sizergh comme son parc exclusif.
Le domaine couvre 647 hectares (1 598,77181507 acre) .